# 原昌栄
原 昌栄（はら まさひで、生年未詳 - 天正8年（1580年）9月？）は、戦国時代の武将。甲斐武田氏の家臣。隼人佑。弟に昌弘（宗一郎）、貞胤（惣十郎）。

## 生涯
武田信玄の譜代家老である原昌胤の長男として生まれる。天正3年（1575年）5月21日の長篠の戦いで父が戦死したため、家督を継いで武田勝頼に仕え、父と同じ隼人佑を称した。
天正6年（1578年）2月に竜朱印状の奏者としての名が確認されている。『甲陽軍鑑』によれば、天正8年（1580年）9月に上野国・善城（群馬県前橋市）における戦いで負傷し、甲府で死去したという。跡を弟の貞胤が継いだ（貞胤が昌栄の嫡男説もある）。